# Homotherium

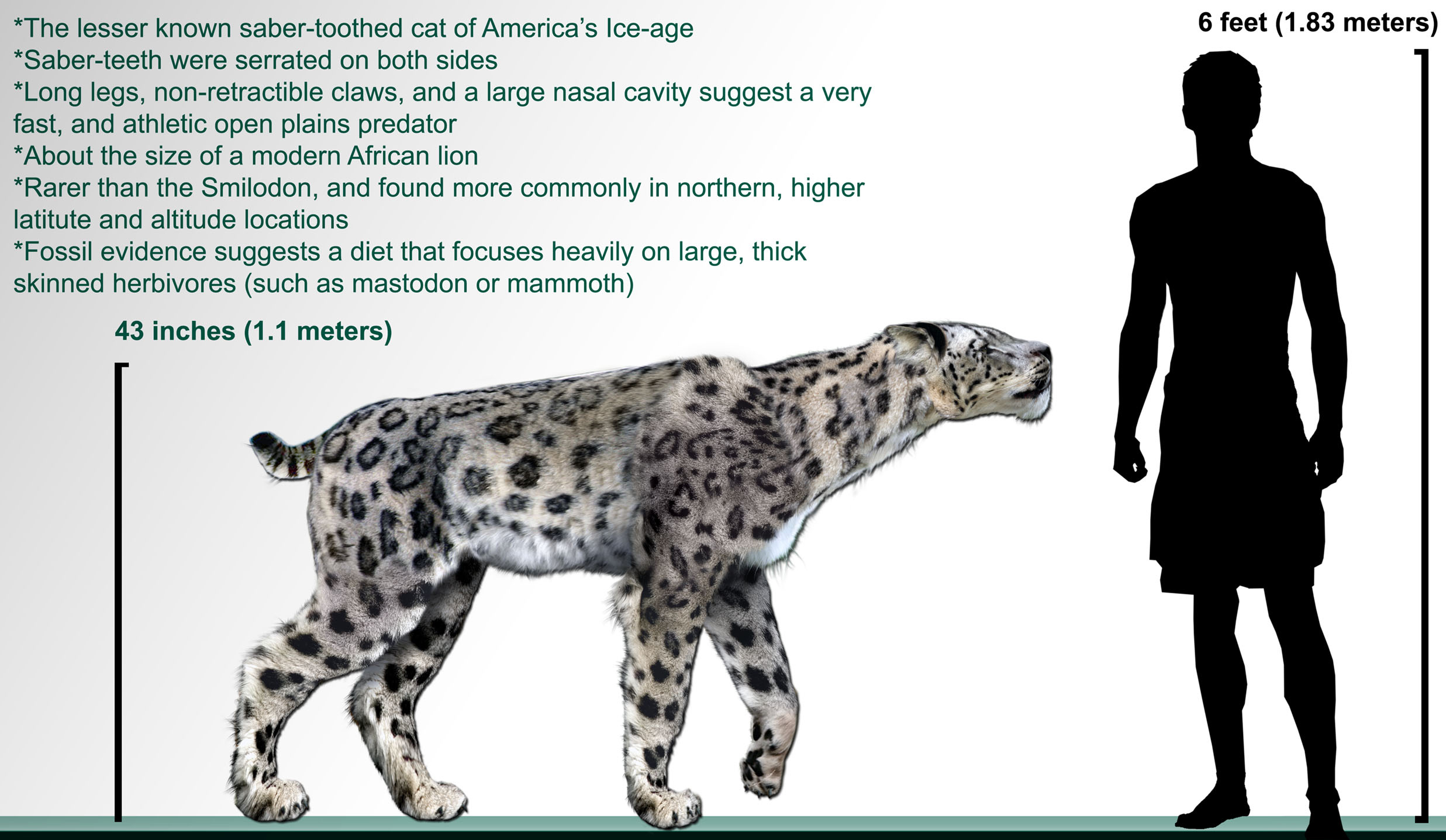
Recreación artística de Homotherium serum.

Homotherium es un género de félidos fósiles (conocidos popularmente como dientes de sable) que vivieron entre hace 4 millones y 12 000 años, durante los periodos Plioceno y Pleistoceno. Sin embargo, Homotherium pertenece a la tribu comúnmente conocida como gatos con dientes de cimitarra (Homotherini). En esta tribu también se incluyen a los géneros Nimravides, Amphimachairodus, Lokotunjailurus y Xenosmilus.
En el momento de su mayor expansión habitaron en la mayor parte de África, Europa, Asia y América. Tan vasta distribución y el hallazgo de cientos de restos en numerosas localidades han permitido la identificación de muchas especies, siendo las más conocidas Homotherium serum de América del Norte y la especie europea Homotherium latidens. La especie H. serum fue una de las últimas de dientes de sable en desaparecer, junto con las de otro género más popular, Smilodon.

## Características
Aunque el tamaño varía de una especie a otra, todas rondan las dimensiones de un león. Llama la atención lo estilizado de su cuerpo en comparación con otros felinos, ya sean de dientes de sable o no, pues están provistos de un cráneo y cuerpo alargados, así como patas de notable longitud, lo que evidencia una alta adaptación a la carrera (estimada en 96 km/h en tramos cortos). Los largos colmillos típicos de los macairodontes están presentes, aunque ni de lejos tan desarrollados como en Smilodon o Megantereon, sino que son mucho más cortos, curvos (por lo que a veces se llama a los homoterios "felinos - cimitarra") y finos. Cuando el animal mantenía la boca cerrada, solo se les veía la punta. Siguiendo con la tónica general del grupo, los homoterios también tenían los cuartos delanteros muy desarrollados, con el fin de vencer la resistencia de las presas de que se alimentaban antes de clavarles los colmillos en el cuello.
Los hallazgos de varios esqueletos juntos, en ocasiones acumulados durante generaciones en un mismo lugar, y entre los que se encuentran sujetos con fracturas curadas y enfermedades, sugieren que al menos las especies más tardías vivían en manada y cooperaban para cazar.

## Historia evolutiva
El género Homotherium se originó en África hace unos 4 millones de años, evolucionando probablemente a partir de una población cada vez más especializada de Machairodus, otro felino dientes de sable. Ejemplos de especies africanas son Homotherium aethiopicum y Homotherium hadarensis, halladas ocasionalmente en los mismos yacimientos que algunos homínidos primitivos, como los australopitecos, que en ocasiones consumían. No obstante, estos animales se fueron adaptando progresivamente a la persecución de grandes herbívoros corredores, como antílopes y équidos, cada vez más abundantes en África a medida que el primitivo bosque tropical iba siendo sustituido por amplias extensiones de sabanas herbáceas.
Hace 3 millones de años abandonaron África y colonizaron progresivamente Eurasia y América, dando lugar a muchas más especies. En Sudamérica es conocido a partir de unos pocos restos del norte de Venezuela, clasificados como Homotherium venezuelensis del Pleistoceno medio, contemporáneos de la llegada de Smilodon al subcontinente. La europea Homotherium latidens, la más grande del género (1,10 metros de altura y unos 200 kg de peso), aparece registrada en prácticamente todos los yacimientos del Viejo Continente de esta época. Las marcas de sus dientes aparecen en toda clase de restos de animales de cierto tamaño, incluido el cráneo de un Homo erectus de Georgia. El éxito de esta especie en Europa fue tal que desplazó a otros dientes de sable que llevaban más tiempo en la región, y se mantuvo su hegemonía sin problemas hasta que hace unos 900 000 años llegaron al continente los antepasados del león de las cavernas, también oriundos de África. La población de H. latidens y otras especies (como el Homotherium ultimum de China) comenzó a menguar en todo el Viejo Mundo hasta desaparecer de casi todas sus regiones hace medio millón de años. Tan solo algunos restos encontrados en lo que ahora es Inglaterra y el mar del Norte parecen indicar que la especie H. latidens, aunque en muy escaso número, sobrevivió en esa zona apartada hasta el Pleistoceno tardío, hace unos 30 000 años.
Norteamérica se mantuvo ajena a este declive, aunque sólo una especie, Homotherium serum, logró adaptarse posteriormente a los cambios climáticos asociados a la nueva era glacial. El rango de esta especie se extendía a finales del Pleistoceno desde Alaska hasta el norte de México, estando presente por igual en las frías tundras y en los ecosistemas boscosos. Si esta especie sobrevivió hasta épocas tan tardías fue a través de una mayor especialización en la caza de ciertas presas, en concreto de crías de mamuts y mastodontes. Sus restos (sobre todo dientes de leche) se acumulan por miles en uno de los más impresionantes cubiles de homoterios, la cueva Friesenhahn de Texas, Estados Unidos. En ella han aparecido los restos de 30 homoterios y los correspondientes a casi 500 crías de proboscídeos amontonados durante generaciones. Gracias a esta dieta tan selectiva, los homoterios norteamericanos no acusaron la competencia de los leones cuando éstos llegaron a América hace unos 80 000 años, como antes sí lo habían hecho sus primos de otros continentes.
Sin embargo, esta misma especialización "salvadora" fue la que determinó su final cuando acabó la última glaciación. Los cambios climáticos resultantes hicieron el clima más seco y caluroso, reduciendo las poblaciones de mamuts y mastodontes de los que ahora dependía su existencia. Cuando los grandes proboscídeos se extinguieron, los últimos homoterios se fueron con ellos para siempre.